# Finché giudice non ci separi
Finché giudice non ci separi è un film del 2018 diretto da Antonio Fornari e Andrea Maia.
Il soggetto è tratto dall'omonima commedia teatrale.

## Trama
Mauro, Paolo, Massimo e Roberto sono quattro amici, tutti separati. L'ultimo a separarsi è Massimo, il quale procede alla separazione consensuale davanti al giudice Sylvie. Le condizioni sono decisamente sfavorevoli a Massimo, che deve lasciare la casa ed è costretto a versare un cospicuo assegno mensile alla moglie. Massimo si trasferisce in un piccolo appartamento dove si trova costantemente in compagnia dei suoi amici che temono per le sue condizioni psicologiche. La situazione precipita quando Massimo scopre che la sua nuova vicina 
di casa è proprio Sylvie.

## Accoglienza
Massimo Bertarelli de Il Giornale definisce il film "una commedia divertente e non pretenziosa".

## Curiosità
Nel film l'ex rugbista Martín Castrogiovanni recita in un cameo.